# Eduard Meduna
Eduard Meduna (* 11. September 1950 in Prag) ist ein tschechischer Schach-Großmeister. 

## Werdegang
Meduna nahm häufig an den Meisterschaften der Tschechoslowakei, später Tschechien, teil. Er siegte zweimal: in den Jahren 1987 und 2001.
Meduna siegte oder belegte vordere Plätze in vielen Turnieren: I. Platz in Harrachov (1970), I.-III. Platz in Děčín (1976), I. Platz in Warna (1980), I. Platz in Leipzig (1981), I. Platz in Breslau (1981), I.-II. Platz in Biel (Open) (1981), II. Platz in Trnava (1982), II. Platz in Trnava (1982), II.-III. Platz in Starý Smokovec (1982), I. Platz beim Schachfestival Bad Wörishofen (1987), I. Platz in Debrecen (1987), I. Platz in Prag (1988), I. Platz in Schwäbisch Gmünd, II.-IV. Platz in Lázně Bohdaneč (1994), II. Platz in Děčín (1995), I.-II. Platz in Děčín (1996), I.-II. Platz in Prag (2002), I.-IV. Platz beim T-Systems-Open in Prag (2005), I.-II. Platz beim Visus-Open in Prag (2005) und I.-II. Platz beim Abner-Open in Prag (2007). 2013 war er Sieger beim Budvar Cup.
Er spielte 1992 für die tschechoslowakische und 1994 für die tschechische Nationalmannschaft bei der Schacholympiade. Dreimal (1997, 1989 und 2001) spielte er bei den Mannschaftseuropameisterschaften.
Meduna erhielt im Jahr 1978 von der FIDE den Titel Internationaler Meister und 1987 den Großmeistertitel. Seine Elo-Zahl beträgt 2352 (Stand: Oktober 2020), im Januar 1987 erreichte er seine höchste Elo-Zahl von 2515.

## Schachvereine
In der tschechischen Extraliga spielte Meduna von 1993 bis 1995 für TJ Dopravní podniky Tarok Prag, in der Saison 1995/96 für den ŠK Mladí Prag, von 1996 bis 2000 und erneut von 2001 bis 2006 für den ŠK Sokol Vyšehrad, in der Saison 2000/01 für den ŠK Hagemann Opava, von 2006 bis 2009 für den ŠK Mahrla Prag, mit dem er 2009 Meister wurde, seit 2012 spielt er für die Mannschaft von Výstaviště Lysá nad Labem, mit der er 2019 tschechischer Mannschaftsmeister wurde. In der höchsten deutschen Spielklasse, der Schachbundesliga, spielte er in der Saison 1989/90 am ersten Brett des SV Fortuna Regensburg. In der Saison 1994/95 für den SV Tübingen 1870. Außerdem war Meduna in Deutschland auch für die zweite Mannschaft der SG Porz aktiv. In der slowakischen Extraliga spielte er in der Saison 1992/93 beim Meister ELAI Bratislava, in der Saison 1994/95 für den ŠK Slovan Bratislava, mit dem er bereits am European Club Cup 1994 teilnahm, und von 2002 bis 2004 für den ŠK HOFFER Komárno, mit dem er 2003 slowakischer Mannschaftsmeister wurde.